# Арагон, Агустина де
Агустина де Арагон (также Агустина из Сарагосы; 4 марта 1786 (спорно) — 29 мая 1857, Сеута) — испанская военная деятельница, героиня войны за независимость во время оккупации Испании войсками Наполеона. Начала сражаться как гражданское лицо, но затем была официально включена в состав испанской армии. Стала одним из символов освободительной войны, а её образ стал предметом внимания художников и литераторов.
Уже в первый день осады Сарагосы (15 июня 1808 года) Агустина, молодая девушка, подносила продовольствие солдатам артиллерийской батареи, защищавшей городские ворота. Вскоре все артиллеристы были или убиты, или из-за тяжёлых ран не могли продолжать огонь. Несмотря на близость вражеских войск, Агустина сама поспешила к орудию и произвела из него выстрел в непосредственной близости от французов. Те испугались засады и временно отступили для перегруппировки, что дало возможность защитникам города, почти потерявшим эту позицию, вернуться с новыми силами к её обороне. После боя испанский генерал Палафокс отметил героизм девушки. Под командованием Палафокса испанцы обороняли город ещё 61 день, пока французы не сняли осаду 14 августа и не взяли город в следующем году.
После смерти своего мужа во французском плену Агустина бежала из Сарагосы и продолжила участие в сопротивлении. Вскоре группа повстанцев, в которой она находилась, получила поддержку от герцога Веллингтона, а сама она получила звание офицера. В этом качестве сражалась в составе артиллерийской батареи под командованием Веллингтона в битве при Витории. После войны она вышла замуж и умерла в возрасте 71 года, окружённая почётом как героиня войны.